# Adultyzm
Adultyzm – rodzaj dyskryminacji ze względu na wiek. Od ageizmu różni się tym, że skierowany jest przeciwko młodym dorosłym, nastolatkom, a nawet dzieciom.
Adultyzmem bardzo często określa się postrzeganie dorosłych (szczególnie tych, którzy pełnoletniość osiągnęli stosunkowo niedawno) jako osób niedojrzałych. Zachowanie to nie jest poparte żadnymi przesłankami wynikającymi z zachowania dyskryminowanej osoby, a jedynie pewnymi wyobrażeniami osoby dyskryminującej. Tendencja do uogólniania i pewne negatywne doświadczenia z osobami o podobnym wieku, sprawiają, że dana osoba wyznacza domniemane cechy, które miałyby być typowe dla danej kategorii (pewien przedział wiekowy), ignorując różnorodność charakterologiczną wynikającą z wieku społecznego.
Adultyzm opiera się na przekonaniu, że doświadczenie życiowe jest silnie związane z wiekiem, i wynikającym z tego wniosku, iż osoba starsza zwykle jest mądrzejsza i we wszelkich sporach należy jej przyznawać rację. Czynnik ten jest szeroko zakorzeniony w kulturze i tradycji, gdyż często osoba starsza uznawana była za osobę najważniejszą w danej hierarchii.
Źródłem adultyzmu może być również wygląd zewnętrzny dyskryminowanej osoby. Młody mężczyzna o smukłej budowie ciała i delikatnych rysach twarzy może wywoływać skojarzenia z dzieckiem i pomimo swej dojrzałości emocjonalnej być postrzegany jako osoba niedojrzała.
Adultyzm nie jest współcześnie przedmiotem społecznej debaty, świadomość o nim jest dość nikła. Współcześnie bardziej znaną formą dyskryminacji ze względu na wiek jest ageizm (dyskryminacja wobec osób starszych).
Adultyzmowi przeciwstawia się m.in. prodziecięcyzm.

## Przejawy adultyzmu
Do przejawów adultyzmu zalicza się:
- traktowanie młodszych osób jako gorszych, z powodu domniemania niewiedzy i naiwności,
- stosowanie generalizacji dotyczących inteligencji i dojrzałości dzieci[3],
- automatyczne zakładanie, że gdy coś nie funkcjonuje, jest to winą młodszej osoby (np. w miejscu pracy),
- protekcjonalne traktowanie młodych dorosłych, traktowanie ich jak dziecka, infantylizacja języka,
- nietraktowanie poważnie uwag i pomysłów związanych z pracą,
- lekceważenie młodych dorosłych w miejscu pracy[7].